# Calcareoboea
Calcareoboea  (лат.) — небольшой род семейства Геснериевые (лат. Gesneriaceae), включающий в себя всего 2 вида многолетних наземных корневищных трав. Некоторые источники не признают выделение данного рода.

## Этимология названия
Название рода создано из двух слов: (лат. calcareus) — «меловой, известняковый», что обозначает место обитания растения, а именно — известняковые утёсы и скалы, и названия близкого по морфологическим признакам рода Boea семейства Геснериевые.

## Ботаническое описание
Многолетние наземные травы с длинным утолщённым корневищем. Стебли укороченные. Листья жёсткие, опушённые, яйцевидно-продолговатые, по краю пильчатые, собраны в прикорневую розетку.
Соцветия пазушные, зонтичного типа, на длинных опушённых цветоносах, с листообразными, цельнокрайными, охватывающими стебель прицветниками. Чашелистики у основания почти не сросшиеся, линейно-ланцетные. Венчик киноварно-красный, узковоронковидный, слабо двугубый, внутри редко-опушённый, адаксиальная губа 4-лопастная, абаксиальная 1-лопастная языковидная. тычинок 2, прикреплены к адаксиальной стороне трубки, стаминодии небольшие; пыльники двухгнёздные; нектарник чашевидный. Завязь продолговатая, цилиндрическая, одногнёздная; столбик тонкий, рыльце очень маленькое, головчатое.
Плод — 4-створчатая продолговатая коробочка, открывающаяся до основания, локулицидно.

## Ареал и местообитание
Южный Китай и Северный Вьетнам. Обитает на известняковых скалах в лесах на высоте 400—1500 м н. у. м.

## Хозяйственное значение и применение
Редкое в культуре растение; декоративно-лиственное и красивоцветущее растение для интерьера.

### Агротехника
Относительно нетребовательное растение, которому нужен рыхлый питательный субстрат с добавлением известняковой крошки, правильное освещение и температурный режим, повышенная влажность воздуха.

## Список видов
По данным The Plant List:
- Calcareoboea bonii (Pellegr.) B.L.Burtt
- Calcareoboea coccinea C.Y.Wu